# Thalia Garrido
Thalía Miguel Garrido (Malpartida de Plasencia, 21 de febrero de 1999), es una cantante, compositora y actriz española conocida por su participación en la edición de 2017 del programa de televisión Operación Triunfo (OT 2017), emitido por Televisión Española (TVE). A pesar de su breve paso por el concurso, donde fue la tercera expulsada, Garrido dejó una impresión duradera en el público gracias a su talento vocal y su formación clásica. Tras su salida del programa, ha desarrollado una carrera artística que combina la música pop con proyectos teatrales. A diferencia de algunos de sus compañeros de edición, como Aitana Ocaña o Lola Índigo, ha mantenido un perfil más discreto, destacándose por su versatilidad y su reciente regreso a la escena musical con sencillos como Ahora te dejo en leído (2024) y La vida real (2025).

## Biografía

### Infancia y formación
Thalía Garrido nació en Malpartida de Plasencia, un pequeño municipio de la provincia de Cáceres, Extremadura. Desde temprana edad, mostró un interés profundo por la música, comenzando a tocar el piano a los siete años y componiendo sus primeras piezas poco después. Aunque creció en Extremadura, su familia se trasladó a Madrid con ella, lo que le permitió acceder a una formación musical más completa. En la capital española, estudió en el Conservatorio Profesional de Música Teresa Berganza, donde alcanzó el sexto grado en Canto, especializándose en música clásica y lírica. Además, cursó estudios en la Escuela Internacional de Artistas Jesús Yanes, consolidando su versatilidad como intérprete.
Antes de su ingreso en Operación Triunfo, Garrido participó en diversos certámenes locales y ofreció pequeños conciertos, aunque ninguno de estos eventos tuvo repercusión mediática significativa. También compartía versiones (*covers*) de canciones populares en redes sociales, lo que le permitió empezar a construir una base de seguidores.

### Operación Triunfo 2017
En 2017, a los 18 años, Thalía Garrido se presentó a los castings de Operación Triunfo, el exitoso programa musical que regresaba a TVE tras varios años de ausencia. Su audición incluyó una interpretación de Euphoria de Loreen, tema que más tarde cantaría en el programa y que marcó uno de los momentos más recordados de su paso por el concurso. Fue seleccionada como una de las 16 concursantes de la edición, que se destacó por revitalizar el fenómeno fan del programa y lanzar las carreras de artistas como Amaia Romero, Aitana Ocaña y Alfred García.
Garrido debutó en la Gala 0 con Break Free de Ariana Grande, mostrando su potencia vocal. Sin embargo, su trayectoria en OT 2017 fue breve. En la Gala 1, interpretó Cake by the Ocean junto a Raoul Vázquez, y en la Gala 2, cantó Euphoria con Miriam Rodríguez, actuación que generó división de opiniones entre los profesores pero que se volvió icónica por su comentario "A mí me gusta" al revisar su desempeño, convirtiéndose en un meme entre los seguidores del programa. Nominada en la Gala 3 junto a Luis Cepeda, fue expulsada tras no recibir suficiente apoyo del público, abandonando la academia como la tercera concursante eliminada.
A pesar de su salida temprana, Garrido participó en eventos posteriores relacionados con OT 2017, como la gala especial de Navidad (donde cantó Eternal Flame junto a Geno, Natalia y Marina Rodríguez), la gala para elegir al representante de Eurovisión 2018 y la OT Fiesta final. También formó parte de la gira nacional del programa, que recorrió España en 2018 y reavivó el interés por los concursantes.

## Trayectoria musical

### Primeros pasos y debut discográfico
Tras finalizar la Gira de OT 2017, Thalía Garrido lanzó su primer sencillo, Quién quiero ser, en noviembre de 2018. El tema, una balada pop con influencias electrónicas, fue acompañado por un videoclip que buscaba reflejar su identidad artística. Sin embargo, su lanzamiento estuvo plagado de contratiempos: su cuenta de Instagram fue hackeada por un usuario turco, lo que dificultó la promoción, y el videoclip se filtró accidentalmente por MTV Holanda días antes de su estreno oficial. Estos incidentes afectaron la recepción del sencillo, que no alcanzó el éxito comercial de los debuts de sus compañeros de edición, acumulando menos de 90,000 reproducciones en Spotify hasta 2025.
Desilusionada por estas dificultades y la presión mediática, Garrido decidió alejarse del foco público a finales de 2018, eliminando gran parte de su presencia en redes sociales y optando por un período de introspección y formación.

### Reapariciones y proyectos independientes
En septiembre de 2019, Thalía reapareció en Instagram tras borrar todo su contenido anterior relacionado con Operación Triunfo. Anunció dos conciertos en solitario en pequeñas salas de Madrid (Sala Búho Real) y Sevilla, marcando un intento de retomar su carrera musical con un enfoque más íntimo. Sin embargo, su actividad pública volvió a reducirse en 2020, coincidiendo con la pandemia de COVID-19.
Un momento destacado llegó en agosto de 2021, cuando se viralizó un supuesto video de Garrido cantando como soprano en el coro de la iglesia de Santa María de Colombres, Asturias, durante el festival *Encuentro con los Maestros*. Esta actuación sorprendió a sus seguidores, quienes no esperaban verla en un contexto lírico y reflejó su formación clásica. No obstante, más adelante, ella desmintió el rumor, aclarando que no estaba cantando en el coro de una iglesia. Aunque negó la veracidad del video, no le molestaba, ya que en el pasado sí había formado parte de coros y no lo consideraba algo negativo. Ese mismo año, creó una nueva cuenta de Instagram donde comenzó a compartir fragmentos de su trabajo musical y teatral.
En diciembre de 2022, Garrido lanzó Calma y tempestad, un sencillo pop romántico acompañado de un videoclip otoñal protagonizado junto a Luis Huete. La canción, interpretada al piano, marcó un regreso más sólido a la música tras años de proyectos discretos. Aunque no alcanzó una gran difusión, fue bien recibida por sus seguidores más fieles. Sin embargo, actualmente ha retirado la canción de todas las plataformas.

### Trabajo en teatro y formación continua
Desde su salida de Operación Triunfo, Thalía ha combinado su carrera musical con el teatro. En septiembre de 2022, participó en la comedia musical 5 y Acción, consolidándose como cantante y actriz. En abril de 2024, Thalía Garrido reapareció en redes sociales tras años de ausencia con un video desmintiendo rumores que la situaban trabajando en una tienda MediaMarkt, aclarando que seguía formándose como músico y trabajando en proyectos teatrales. En el mismo video, también abordó otro rumor que afirmaba que estaba cantando en el coro de una iglesia, algo que negó en el presente pero que no le molestaba, ya que en el pasado sí había formado parte de coros y no lo consideraba algo negativo.
En una entrevista con Elan Cultural en 2024, reflexionó sobre cómo OT 2017 no benefició su voz de soprano al forzarla a cantar en registros graves, lo que la llevó a retomar sus estudios musicales para recuperar su esencia artística.

### Regreso a la música
A finales de 2024, Thalía Garrido anunció su regreso oficial a la escena musical con el lanzamiento de un nuevo single: Ahora te dejo en leído. Unas semanas después lanzo su segundo single de esta nueva etapa titulado La vida real. Estas canciones representan un punto de inflexión en su carrera, ya que fusionan su formación clásica con influencias pop modernas, mostrando una evolución artística que equilibra la emotividad de su voz con sonidos contemporáneos. Ambos temas fueron lanzados con una estrategia de promoción que incluyó adelantos en redes sociales, videoclips conceptuales y una serie de entrevistas donde la cantante explicó el proceso creativo detrás de su nueva música.
En enero de 2025, Garrido concedió una de sus entrevistas más notorias a Arnau Martínez, marcando un hito en su regreso a la escena pública. Aunque no era la primera vez que hablaba con los medios en los últimos años, esta entrevista logró una mayor difusión y alcance, en ella habló abiertamente sobre los motivos de su ausencia y su proceso personal para reencontrarse con la música. En sus declaraciones, destacó la importancia de haber tomado un tiempo fuera del foco mediático para desarrollar su identidad artística sin presiones externas, asegurando que su regreso es más sólido y alineado con su visión musical. También reflexionó sobre la industria musical y la dificultad de mantenerse vigente sin perder autenticidad, un reto que ha enfrentado con determinación en esta nueva etapa.
Además, la artista ha utilizado activamente sus redes sociales para interactuar con sus seguidores, compartiendo fragmentos de su trabajo musical y teatral. A través de publicaciones, sesiones en vivo y contenido exclusivo, ha mostrado una faceta más madura y versátil, reafirmando su compromiso con la música y con aquellos que han seguido su trayectoria desde Operación Triunfo 2017. Su regreso ha generado una respuesta positiva por parte de sus seguidores, quienes han celebrado su evolución artística y su renovada presencia en la industria musical.

## Discografía

### Sencillos
| Año  | Canción                | Listas | Álbum |
| ---- | ---------------------- | ------ | ----- |
| 2017 | En mil pedazos         | -      | N/A   |
| 2018 | Quien quiero ser       | -      | N/A   |
| 2024 | Ahora te dejo en leído | -      | N/A   |
| 2025 | La vida real           |        | N/A   |
| 2025 | La vida real 2.0       | -      | N/A   |
| 2025 | Amor veneno            | -      | N/A   |

## Filmografía

### Televisión
| Año       | Título            | Canal | Notas                      | Ref.  |
| --------- | ----------------- | ----- | -------------------------- | ----- |
| 2017–2018 | Operación triunfo | TVE   | Concursante; 3.ª expulsada | [ 1 ] |

### Teatro
| Año  | Título     | Notas             | Ref.   |
| ---- | ---------- | ----------------- | ------ |
| 2022 | 5 y acción | Cantante y actriz | [ 20 ] |